# Krásný Les (Petrovice)
 Krásny Les (deutsch Schönwald) ist ein Ortsteil der Gemeinde Petrovice (deutsch Peterswald) im Bezirk Aussig in Tschechien.

## Geografische Lage
Schönwald befindet sich am Schönwalder Bach, der nach Überschreitung der Grenze Gottleuba heißt und bei Pirna in die Elbe mündet. 1842 wurde die Dorfstraße als Fortsetzung der Nollendorf-Schönwalder Straße erbaut. Die Kirche befindet sich auf 586 m. Der Ort hat eine Größe von 2369 ha und war um 1654 mit seinen 74 alten Bauerngütern das größte Waldhufendorf des ganzen Bezirkes Aussig.

## Geschichte

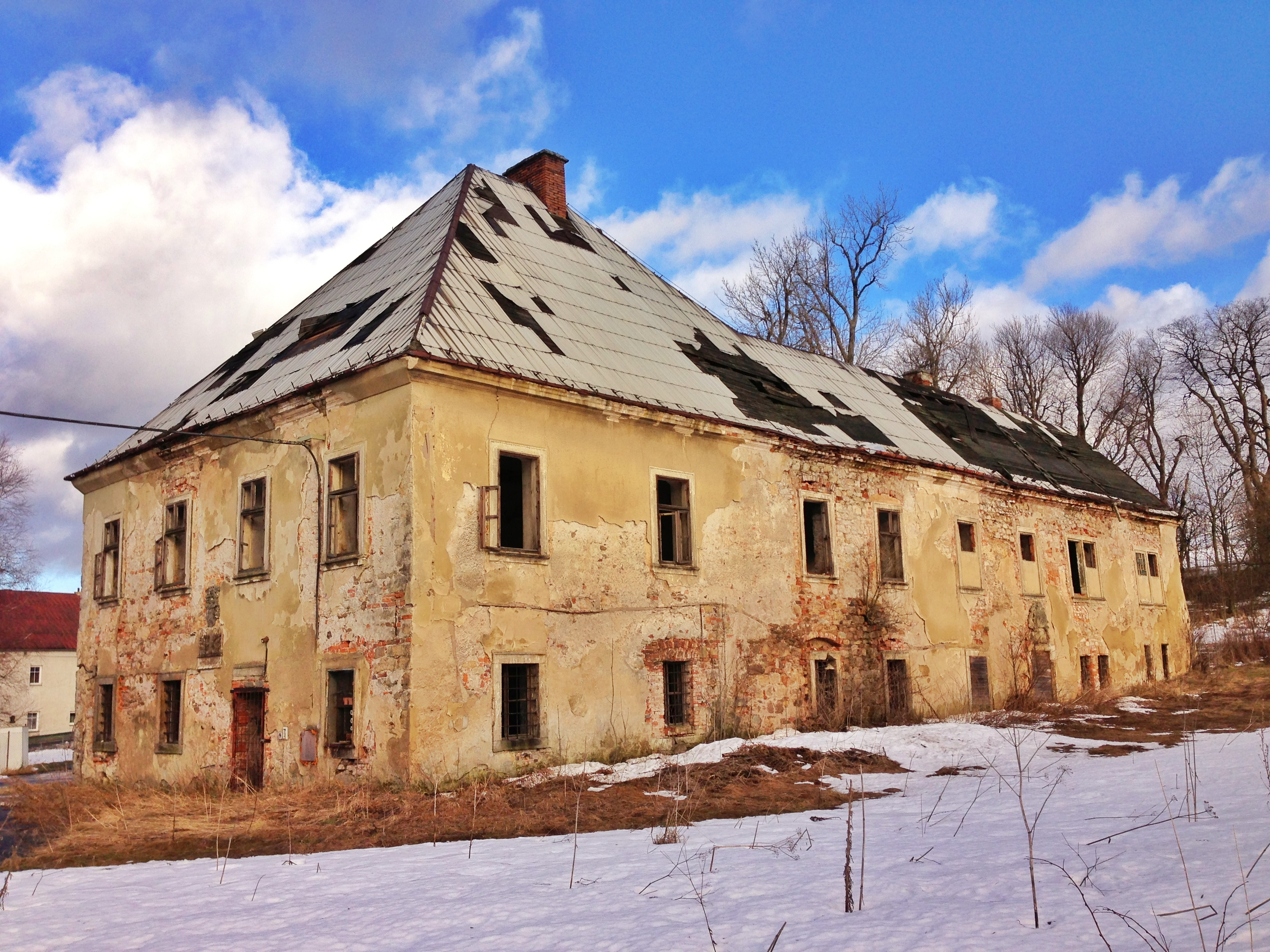
Schloss Schönwald

Schönwald wurde im 13. Jahrhundert gegründet. Die erste urkundliche Erwähnung erfolgte 1437, als Kaiser Sigismund die von der Krone Böhmen zu Lehen gehende und ihr heimgefallene Güter Schonwalde und Streckenwalde seinen getreuen Wolf Teler verlieh.

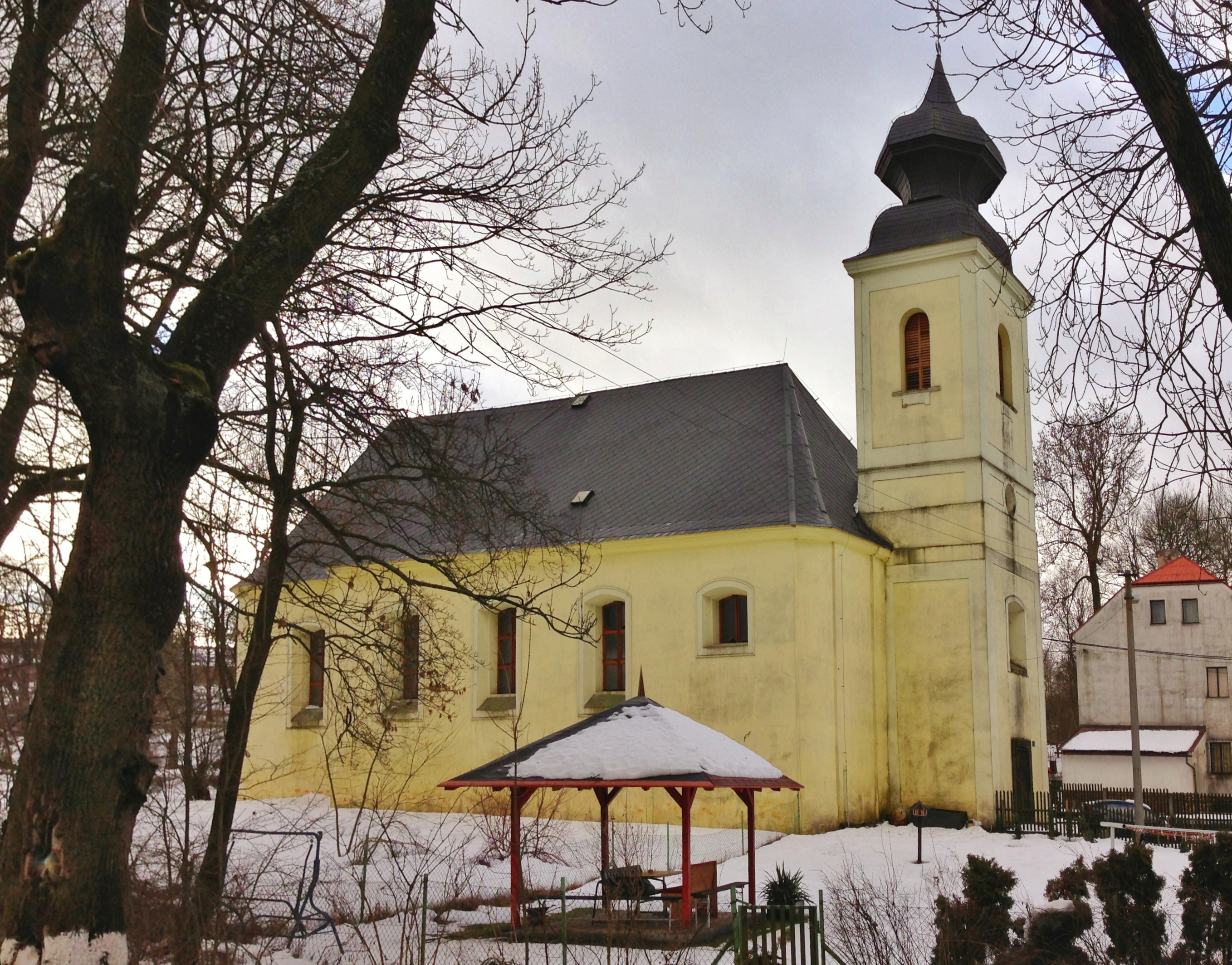
Kirche

1477 gehörte es schon zur Herrschaft Graupen, bei der es bis 1580 verblieb, als Tam von Sebottendorf die Dörfer Schönwald, Nollendorf und Peterswald kaufte. Der Herrensitz und der Meierhof dürften wohl erst aus dieser Zeit stammen. 1708 wurde das Schloss vom Grafen Franz Ignaz Wratislaw von Mitrowitz erbaut, so ist es aus der Inschrift oberhalb der Haustür zu erkennen. 1766 wurde das Meierhofgebäude von dessen Enkel Franz Karl neu errichtet. Ein Teil des langgestreckten Meierhofgebäudes war das Bräuhaus, es hatte starke Mauern, feste Gewölbe und enthielt außer der Braustätte entsprechende Kellereien und die Wohnungen für das Personal. Der Erbauer dürfte Peter de Versa gewesen sein. Die Brauerei wurde 1918 aufgelassen. Meierhof und Schloss gehören heutzutage der Stadt Aussig. Die kleine Kirche, die auf dem Friedhof stand, wurde 1639 von den Schweden niedergebrannt, aber 1656 (auf dem Friedhof) wieder aufgebaut. Die jetzige Kirche stammt aus dem Jahre 1790. An der Außenseite der Kirche, links von der Sakristei, erinnert eine Gedenktafel an den Grafen Josef Rudolf von Schönfeld, dessen Herz in einer verlöteten Blechkapsel hinter diese Tafel eingesetzt wurde, welche 1707 in der alten Kirche eingemauert war. Dieser war der Stifter des alten Spitals, das von 1706 bis 1813 stand und 1909 durch Ottokar Graf von Westphalen zu Fürstenberg (Besitzer der Herrschaft Kulm) als Asyl neu eingerichtet wurde. Schönwald gehörte bis zur Revolution von 1848/1849 im Kaisertum Österreich zur Allodial-Herrschaft Schönwald, zu der auch die Dörfer Peterswald, Neuhof, Antonstal, Nollendorf, Jungferndorf, Böhmisch Kahn, Klein-Kahn und Tellnitz (Mitteltellnitz) gehörten. Verwaltungstechnisch bildete Schönwald ab der Mitte des 19. Jahrhunderts eine Gemeinde im Gerichtsbezirk Karbitz bzw. im Bezirk Außig.
Im Dreißigjährigen Kriege, in den Schlesischen Kriegen (1813 bei der Schlacht bei Kulm und 1866 im Deutschen Krieg) hatte Schönwald viel unter den durchziehenden Truppen zu leiden. Nach der Schlacht bei Kulm 1813 trieben die Kosaken die Franzosen über Schönwald hinaus in das Tal nahe dem Sattelberge, wo der größte Teil der Franzosen getötet wurde. Der Flurname Mordgrund erscheint urkundlich bereits im Jahre 1609 (Peterswalder Gerichtsbuch ab anno 1572, fol 679).
Nördlich von Schönwald erhebt sich der Špičák u Krásného Lesa (Sattelberg, 723 m), der einem Basaltausbruch aus zwei Schloten seine Entstehung verdankt. Der obere Teil ist aus Basalt, an der Nordseite finden sich auch Sandsteinfelsen. Am Fuße des Felsens wurde 1906 ein Schutzhaus erbaut. Die Autobahn D 8, welche die Verlängerung der A 17 ist, verläuft ebenfalls am Fuße des Sattelberges. Nordöstlich vom Sattelberge steht an der sächsischen Grenze ein massives Steinkreuz. Der Bierschenker Josef Walter aus Schönwald Nr. 148 ließ es errichten zur Erinnerung an seine dort am 3. Juni 1823 einem Meuchelmord zum Opfer gefallene Tochter, daher der Name Walterkreuz. 1840 wurde vom Müllermeister Ferdinand Rosenkranz die Peter-Paul-Kapelle errichtet. Am 8. und 9. Juli 1927 wurde Schönwald von einer schweren Hochwasserflut betroffen. 
1991 hatte der Ort 104 Einwohner. Im Jahre 2001 bestand das Dorf aus 42 Wohnhäusern, in denen 112 Menschen lebten. 1950 erfolgte die Eingemeindung von Nakléřov und Větrov.

## Einwohnerentwicklung
- 1654: 93 Häuser, von denen 29 unbewohnt waren (47 Bauern, 27 Kleinbauern, 19 Häusler)
- 1787: 172 Häuser
- 1880: 1562 Einwohner
- 1833: 261 Häuser
- 1887: 309 Häuser

## Sehenswürdigkeiten
- Naturpark Východní Krušné Hory (Östliches Erzgebirge),
- Špičák u Krásného Lesa (Sattelberg) – Naturschutzgebiet